# Declieuxia juniperina
Declieuxia juniperina är en måreväxtart som beskrevs av Augustin François César Prouvençal de Saint-Hilaire 1833.
Declieuxia juniperina ingår i släktet Declieuxia och familjen måreväxter. Inga underarter finns listade i Catalogue of Life.